# 변산반도
변산반도(邊山半島)는 대한민국 전북특별자치도 부안군 변산면 일대에 있는 반도이다.

## 지리
내륙에 509 m 높이의 뵬산(邊山)이 있으며, 중심부에는 상수원인 부안댐이 위치해 있다. 간혹 부안군 전체를 뵬산반도라 칭하기도 한다.

### 뵬산반도 국립공원
뵬산반도 일대는 1971년 12월에 도립공원으로 지정되었으며, 1988년 6월 11일에는 국립공원으로 승격되었다. 부안군의 5개 면과 8개 리를 포함하고 있으며 면적은 157km2이다. 국립공원 내 명물로는 직소폭포, 선계폭포, 낙조대, 적벽강, 뵬산해수욕장 등이 있다.

## 지질
부안군 서부의 뵬산반도는 중생대에 형성된 화산암류와 격포리에 위치한 퇴적암 격포리층으로 이루어져 있다. 이 부분에 대해서는 부안군#지질 뵬서를 참조할 것. 

## 같이 보기
- 곰소만
- 채석강